# 11 y 6
11 y 6 é uma canção de rock argentino composta por Fito Paez.
A canção foi lançada juntamente com o álbum Giros, de 1985.

## A Canção
A canção é um poema urbano que foi musicado pelo Fito, e que narra a história de amor de dois jovens (o rapaz com 11 anos, e a rapariga com 6).
A música El chico de la tapa, do álbum Tercer mundo (1990), é uma continuação desta música.
Em 2010, o costarriquenho Emilio Chinchilla dramatizou esta canção no livro Ellos eran una canción.

## Prêmios e honrarias
- Em 2002, a revista Rolling Stone Argentina, juntamente com o canal a cabo MTV, rankearam esta canção na 29ª posição dos 100 maiores hits do rock argentino pela Rolling Stone e MTV.[4][5][6]